# Laelia aurea
Laelia aurea là một loài thực vật có hoa trong họ Lan. Loài này được A.V.Navarro mô tả khoa học đầu tiên năm 1990.